# Thomas Mayr-Harting
 (août 2017).
Si vous disposez d'ouvrages ou d'articles de référence ou si vous connaissez des sites web de qualité traitant du thème abordé ici, merci de compléter l'article en donnant les références utiles à sa vérifiabilité et en les liant à la section « Notes et références ».
Thomas Mayr-Harting est un diplomate autrichien né en 1954.
Il est diplômé de droit international de l'académie de droit international de La Haye.
Du 1er janvier 2009 au 31 décembre 2010, il représente l'Autriche au Conseil de sécurité des Nations unies. Il a été président du Conseil de sécurité pour le mois de novembre 2009. En sa qualité d'ambassadeur d'Autriche auprès des Nations unies, il a également été vice-président de la 66e Assemblée générale. De 2011 à 2015 il devient ambassadeur de l'Union européenne auprès de l'ONU.
Il co-dirige, avec Arancha González, le Conseil consultatif international du Forum Européen Alpbach.